# 美即控股

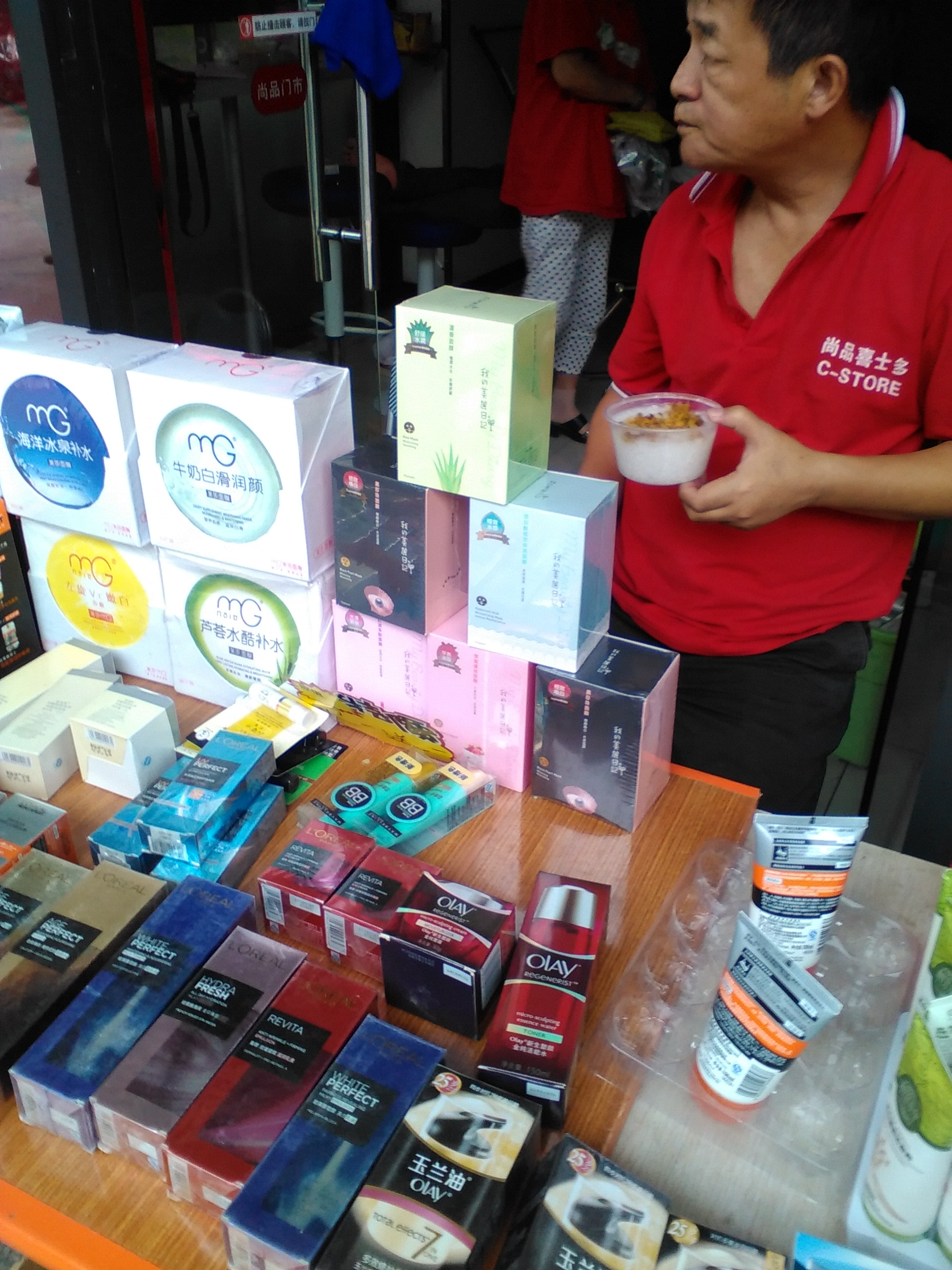
左为美即面膜，右为我的美丽日记面膜

美即控股國際有限公司（港交所除牌時1633.HK），當時是華瀚健康旗下公司，現時為法國歐萊雅旗下，主要生產護膚產品，是中國的主要面膜生產商。美即面膜一度是中国大陆市场占有率最高的面膜品牌，在中国大陆屈臣氏、沃尔玛、家乐福等连锁零售店销售，曾有中国“面膜之王”的美誉。
2005年，華瀚生物制藥以700萬元獲得美即控股的49%股權。2010年9月24日，美即控股於香港交易所上市，招股價為3.3港元，集資6.6億港元。美即控股上市首日收報4.51元，比招股價升36.67%。
2013年5月31日，美即控股通過4億元現金的代價附屬收購高麗企業，最終擁有電商渠道見長的百庫控股100%的股權。
2013年8月14日，歐萊雅（L'Oreal）向美即控股股東提出全面收購，每股收購價為6.3元，總收購代價約65億3870萬元現金。但在欧莱雅收购美即之后，再加上近年来中国面膜品牌趋于多元化，美即品牌开始走下坡路，曾于2018年一度暂停在线下渠道的销售，直至2022年回归，并计划推出院线级护理服务。2024年10月30日，美即官方线上店铺全部关闭。

## 外部連結
- 美即面膜官方網站